# Otto Staude
Ernst Otto Staude (Limbach-Oberfrohna, 27 de março de 1857 — Rostock, 9 de abril de 1928) foi um matemático alemão.

## Vida
Filho de um médico em Zwickau, onde frequentou o ginásio, estudou a partir de 1876 na Universidade de Leipzig, onde em março de 1881 obteve o doutorado sob orientação de Felix Klein. Em 1883 habilitou-se na Universidade de Wrocław, onde foi Privatdozent até 1886. Em seguida foi até 1888 professor de matemática aplicada da Universidade de Tartu e depois foi professor na Universidade de Rostock.
Foi colaborador da Otto Staude e trabalhou principalmente com geometria. 

## Obras
- Analytische Geometrie des Punktes, der geraden Linie und der Ebene. Leipzig 1905 (vários volumes).
- Analytische Geometrie des Punktpaares, des Kegelschnitts und der Flächen 2. Ordnung. Leipzig 1910.